# René Jacobs

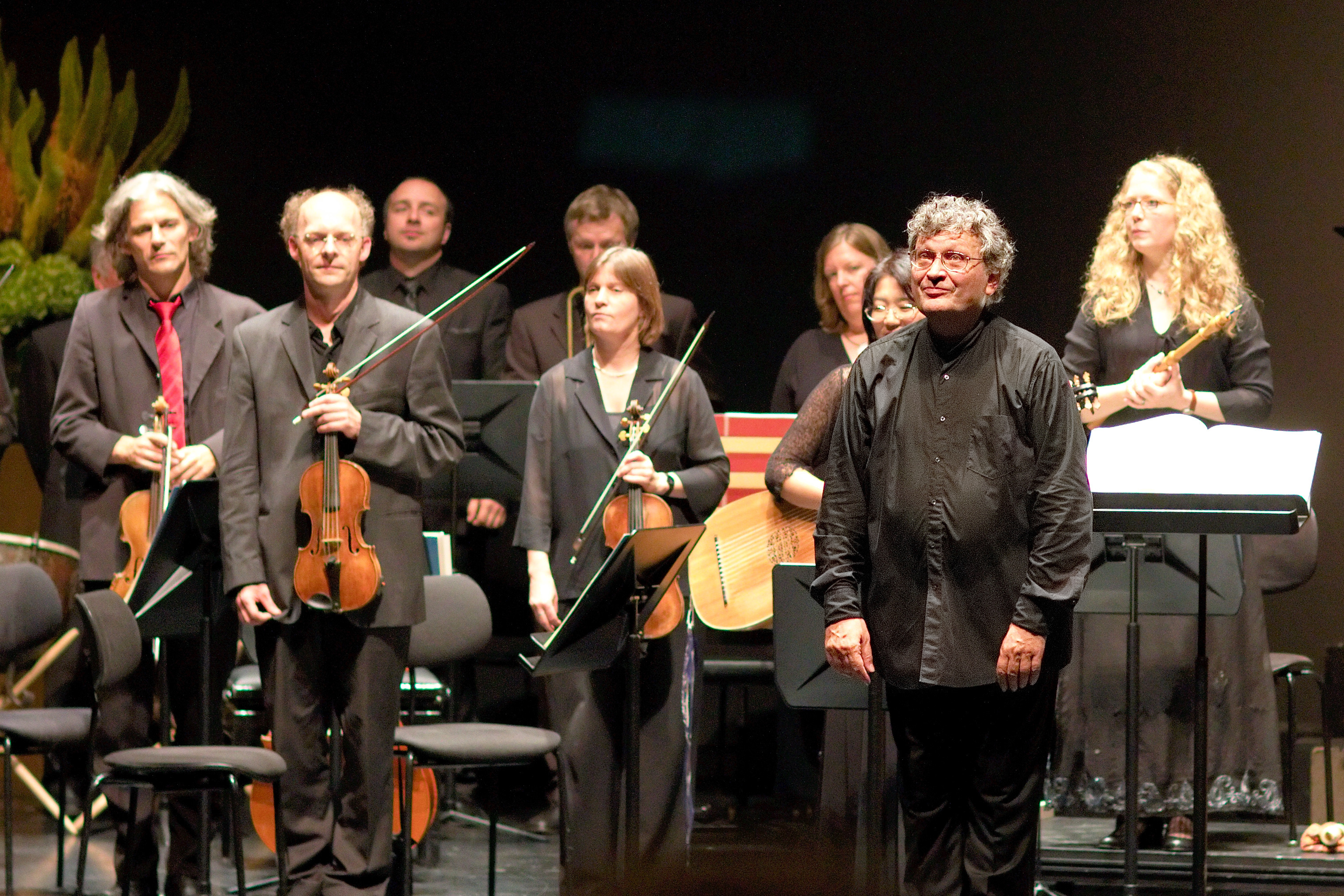
René Jacobs, Salzburg 2011

René Jacobs (ur. 30 października 1946 w Gandawie) – belgijski alcista i dyrygent. Specjalizuje się w repertuarze barokowym i klasycznym, jest przedstawicielem autentyzmu w wykonawstwie.
Zdobywca wielu nagród, m.in. Grammy w roku 2005, w kategorii "najlepsza opera", za nagranie "Wesela Figara" z roku 2004. Pracę dyrygenta łączy z karierą śpiewaka i pracą dydaktyczną – wykłada interpretację i śpiew barokowy w Schola Cantorum Basiliensis w Bazylei.